# Eržvilkas
Eržvilkas is een plaats in het Litouwse district Tauragė. De plaats telt 518 inwoners (2001).